# Stenorhynchites caeruleocephalus
Stenorhynchites caeruleocephalus  (лат.) — вид жесткокрылых насекомых семейства трубковёртов. Распространён в Европе и Северной Африке. Длина тела имаго 4—5,5 мм. Синевато-зелёные, металлически блестящие, переднеспинка и надкрылья коричневые. Тело в длинных торчащих светлых волосках. Взрослые жуки появляются поздней весной, и встречаются до ранней осени.

## Экология
Обитают в лесистой местности, только там, где произрастают вместе берёзы (берёза повислая, берёза пушистая) и сосны (сосна обыкновенная, сосна чёрная, сосна приморская). Личинки развиваются внутри веточек сосен, а имаго питаются листьями берёз. Однако, имаго наблюдались и на некоторых других деревьях, в том числе на дубе, сливе, тополе, фисташке, ольхе, которые могут быть кормовыми растениями для жуков.

## Развитие
Имаго питаются листьями берёз на кончиках веточек. Вскоре жуки меняют берёзу на сосну, где и откладывают яйца. Яйца длиной 0,7 мм. Самки откладывают по 2—3 яйца в день отдельно друг от друга в предварительно прогрызанных камерах 1—1,2 мм под корой 1—3 годичных веточек.
Появившиеся через 9—10 дней после кладки яиц, личинки вбуравливаются под кору возле отверстия, оставшегося от отпавшей почки. Первое время личинки развиваются под корой, оставляя после себя отпечатки, так называемые «мины», затем вбуравливаются в древесную часть веточки. После периода кладки самки возвращаются питаться на листья берёз. В конце осени личинки прекращают питаться, впадают зимой в анабиоз, а весной, выйдя из анабиоза, снова начинают питаться. Полностью развившаяся личинка прогрызает в веточке выходное отверстие, из которого она выпадает на почву, где углубляется на 1—5 см, в зависимости от типа растительности. Под землёй личинки сооружают колыбельку, в которой личинка окукливается.